# عمر الوعري
عمر أمين سليمان خميس سليمان الوعري (1903 - 1972) سياسي فلسطيني، كان رئيسًا لبلدية القدس.

## ولادته ونشأته
ولد المحامي الحاج عمر أمين سليمان خميس سليمان الوعري (أبو الأمين) عام 1903م في مدينة القدس الشريف في فلسطين وأتم دراسته فيها. حصل على دبلوم حقوق من معهد الحقوق الفلسطيني.

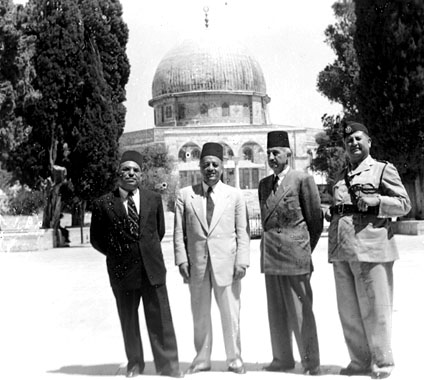
من اليمين بالترتيب: الجنرال سعادة الجلاد، وعمر الوعري، وأحمد الشقيري؛ أمام قبة الصخرة في القدس عام 1954.

## الحياة العملية خلال فترةالإنتداب البريطاني

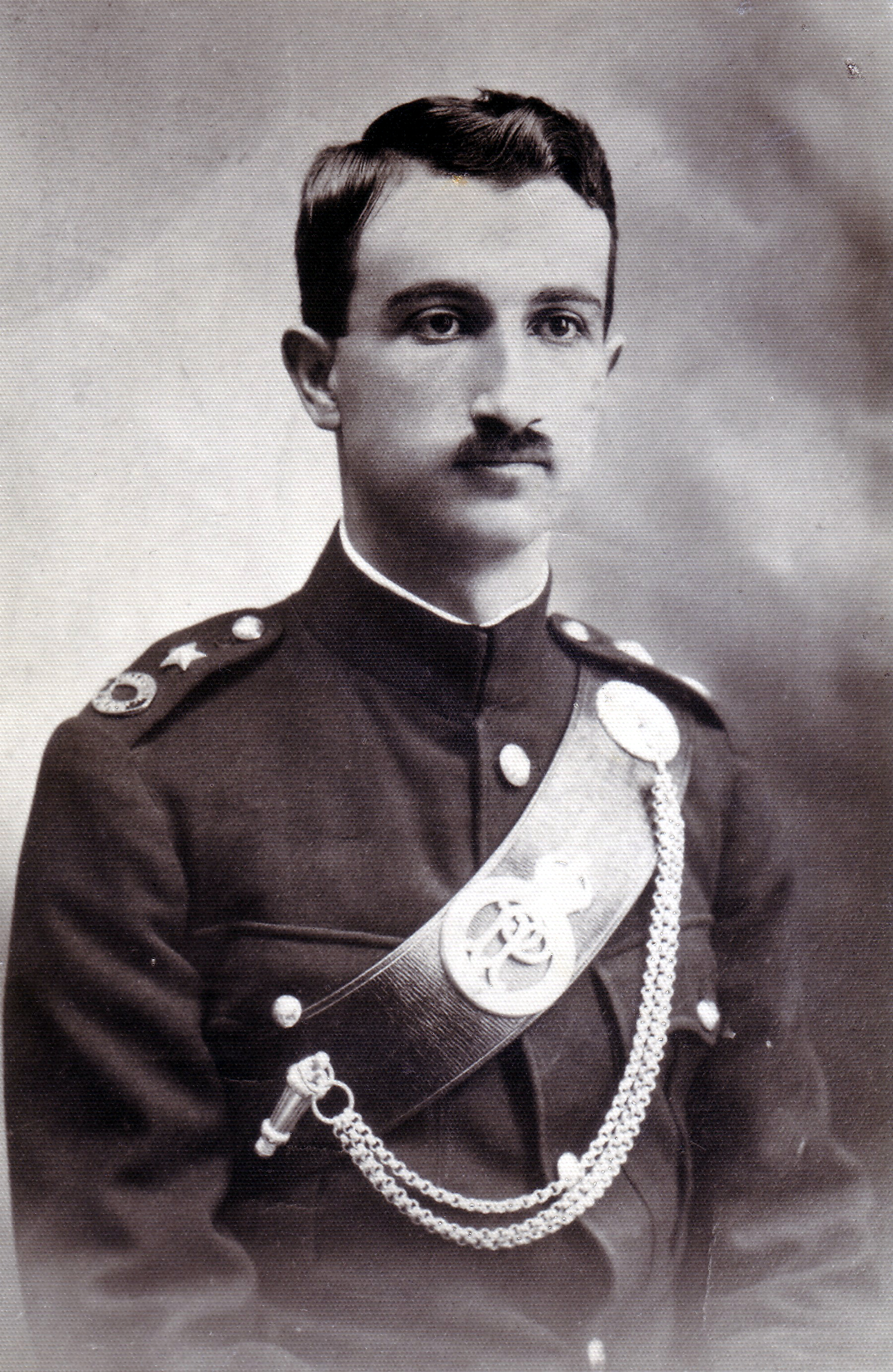
المحامي عمر الوعري عام 1927 ضابطا في كلية الشرطة في القدس

•	التحق بقوة الشرطة في فلسطين يوم 1 يوليو 1920 لمدة 15 سنة، شغل خلالها مناصب عديدة منها وكيلا للمدعي العام في مدينة نابلس لمدة ثلاث سنوات، ومدرسا للقانون في مدرسة الشرطة الفلسطينية.أصبح ضابطا برتبة نقيب في آخر سنواته في قوة الشرطة.
•	في 24 يونيو 1935 تم تعينه محامي حكومة مركزي، ثم وكيلا لمحامي التاج.
•	في 10 يوليو 1947 تم تعينه قاضيا في المحكمة المركزية في مدينة القدس.
•	في 24 نيسان 1948 تم تعيينه رئيسا بالوكالة للمحكمة المركزية في القدس ووكيلا لرئيس المسجلين الأعلى للمحاكم في فلسطين.
• على أثر زوال الانتداب البريطاني، تم انتخابه رئيسا لجمعية الموظفين الذين كانوا يشتغلون في حكومة الانتداب للدفاع عن حقوقهم.

## الحياة العملية خلالالعهد الأردني

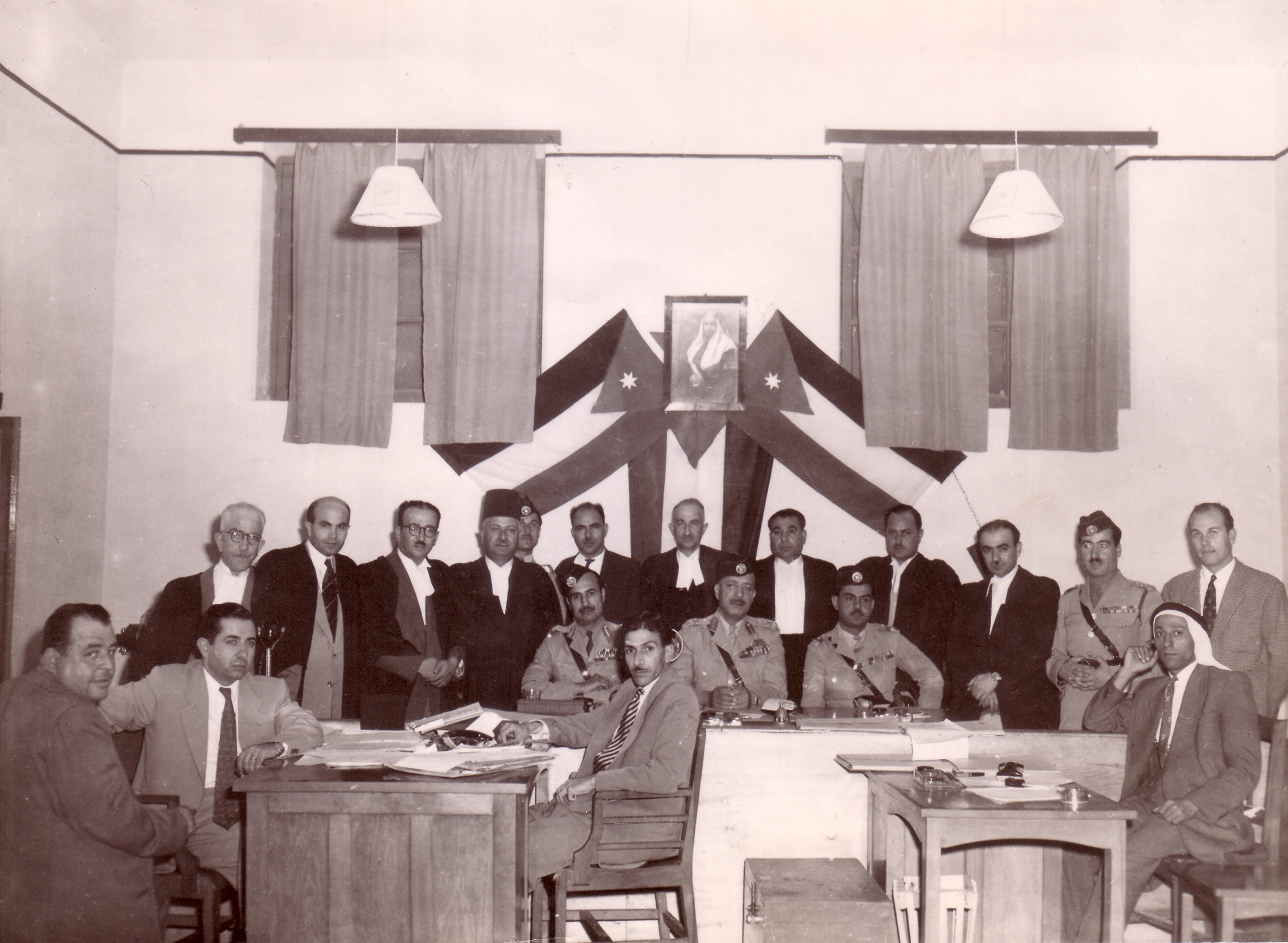
المحامي عمر الوعري كمحام دفاع في قضية اغتيال الملك عبد الله الأول ملك الأردن عام 1951.

•	في 21 مايو 1948 وعلى اثر نكبة فلسطين وبأمر من سلطات الجيش العربي الأردني قام بتشكيل المحكمة العسكرية للنظر في القضايا المتعلقة بالأمن والنظام العام.
•	في 16 حزيران 1948 تم تعينه رئيسا للمحكمة المركزية في القدس.
•	في 1 يناير 1949 تم تعينه قاضيا في محكمة الإستئناف العليا في القدس والضفة الغربية للأردن.
•	في 29 يونيو 1949 بدأ في ممارسة مهنة المحاماة وفي أثناء ذلك، وفي 18 أغسطس 1951 تولى الدفاع مع مجموعة من محامي القدس البارزين وهم يحيى حمودة، حنا عطالله، جبرا الأنقر، عيسى عقل، نصري نصر، عزيز شحادة، ووفيق يونس الحسيني في قضية مقتل جلالة الملك عبد الله الأول بن الحسين.

## رئيسا لبلدية القدس

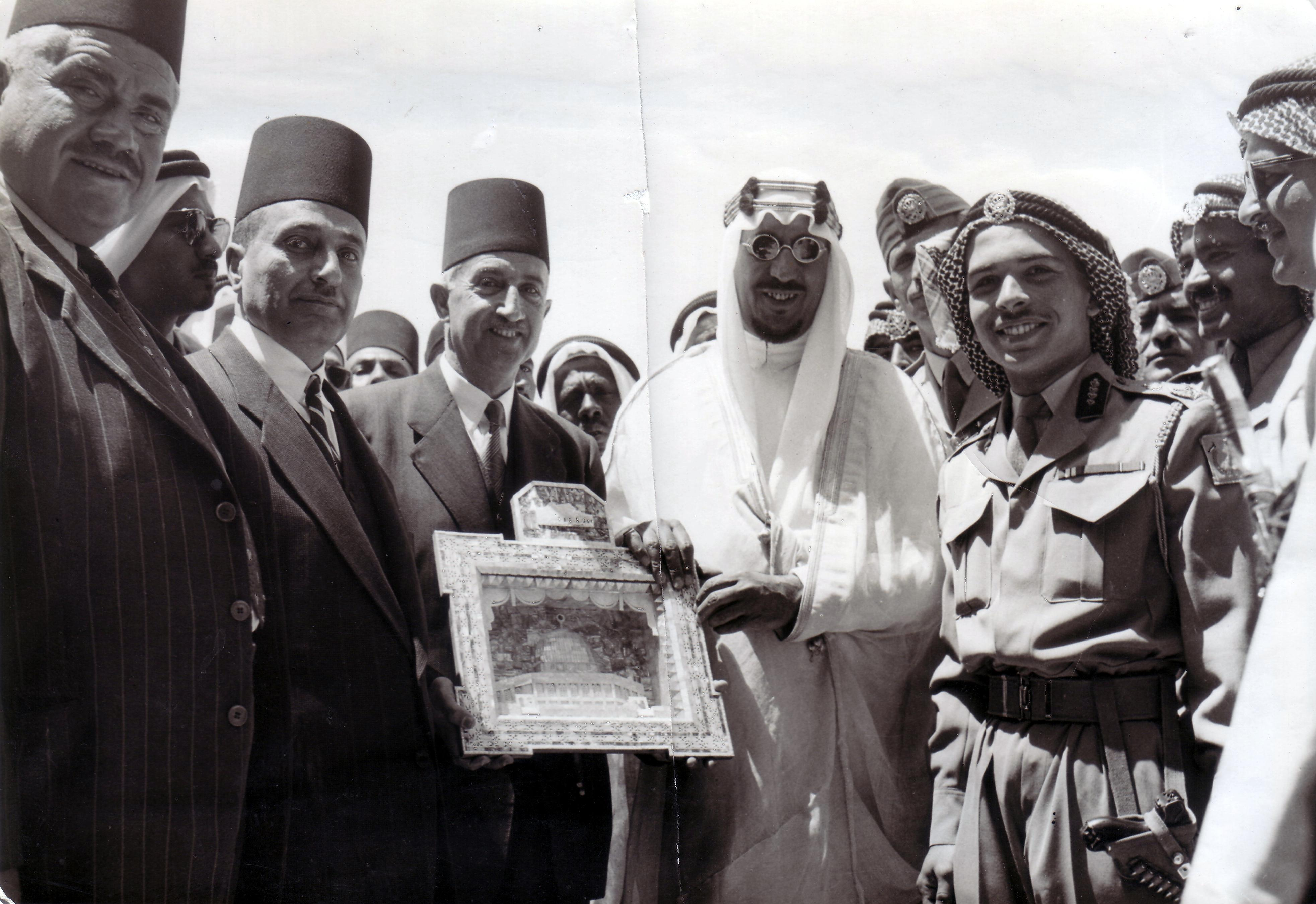
الزيارة الملكية للملك سعود بن عبد العزيز ملك المملكة العربية السعودية و الملك حسين ملك المملكة الأردنية الهاشمية للقدس عام 1953.

•	في 23 أكتوبر 1951 انتخب عضوا في مجلس بلدية القدس.
•	في 12 مارس 1952 تم تعينه رئيسا للمجلس البلدي لمدينة القدس وبقي كذلك حتى نهاية عام 1955.وفي خلال هذه المدة قام بعدة مشاريع لتنفيذ الخدمات اللازمة للمدينة المقدسة من مشاريع المياه والمجاري وفتح الطرقات الضرورية للمدينة بالإضافة إلى توسيع حدود بلدية القدس لتضم المناطق المجاورة لها كما هي عليه الآن.
•	بصفته رئيسا لبلدية القدس، قام بالإستقبال الملك سعود بن عبد العزيز آل سعود ملك المملكة العربية السعودية والملك حسين بن طلال ملك المملكة الأردنية الهاشمية عام 1953 خلال زيارة الملك سعود للقدس الشريف.

## نقابة المحامين

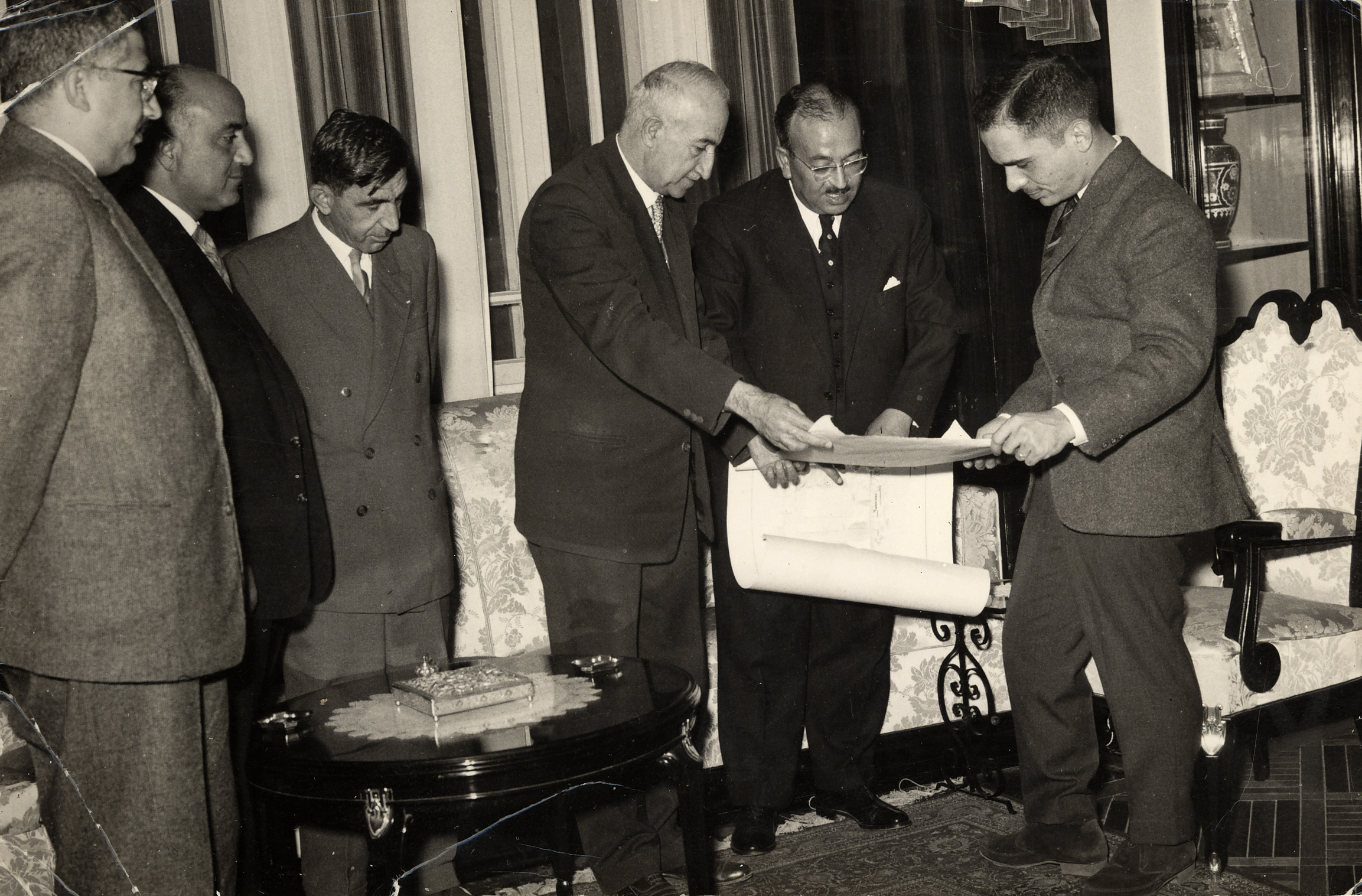
عمر الوعري في اجتماع مع الملك حسين لتأسيس نقابة المحامين الأردنيين مع المحامي عبد الخالق يغمور والمحامي جبرا الأنقر 1955.

بعد عام 1955 عمل، مع فريق من محامي الضفة الغربية على تأسيس مجلس نقابة المحامين لمدينة القدس والحصول على الموافقة الملكية السامية بهذا الخصوص من الملك الحسين بن طلال ملك الأردن.

## تأسيس المحاكم الليبية الحديثة في العهد الملكي

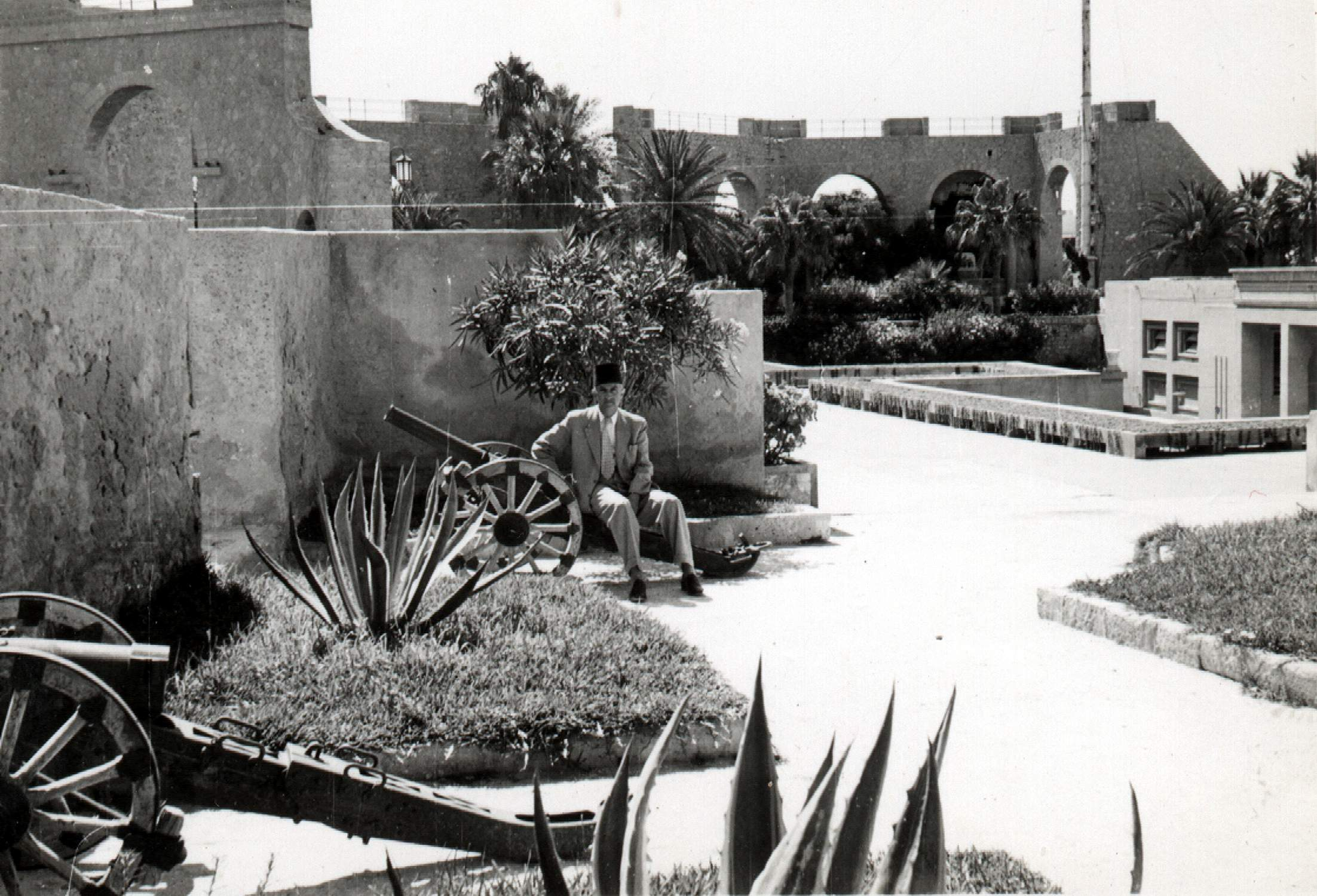
عمر الوعري في قصر الحمراء في مدينة طرابلس في ليبيا 1958.

في عام 1957 غادر إلى ليبيا حيث قام بالاشتراك في تأسيس المحاكم الليبية الحديثة بطلب من الحكومة الليبية بقيادة الملك إدريس الأول السنوسي آنذاك. استمرت إقامته هناك حتى عام 1959.

## مستشفى المقاصد الخيرية الإسلامية بالقدس
قبل احتلال الإسرائيلي عام 1967 لمدينة القدس والضفة الغربية، جرت انتخابات الهيئة الإدارية لجمعية المقاصد الخيرية الإسلامية بالقدس، ولما كانت هناك قائمتان تتنافسان في الانتخابات واشتدت المنافسة فقد تم الاتفاق - بعد تدخل عدد من الشخصيات الفلسطينية - على اختيار اشخاص محايدين من خارج هاتين القائمتين، حيث تم اختيار الشيخ عبد الحميد السائح، وسماحة الشيخ سعد الدين العلمي، والمحامي عمر الوعري، والمحامي إبراهيم بكر، والمحامي حافظ طهبوب، والمهندس إبراهيم الدقاق، وآخرين، لكي يكونوا أعضاء الهيئة الإدارية القادمة. ولم يمض على هذا التعيين أشهر معدودة، الا وكانت حرب حزيران قد وقعت.

## آخر أيامه
بعد عودته إلى القدس في عام 1959، استمر في العمل في مهنة المحاماة، ولم يتوقف، من اجل ترسيخ القانون في البلدة المقدسة. بالإضافة لذلك، فقد انتخب عضو نقابة المحامين الأردنية في المجلس العاشر (15 مايو 1959 – 10 مارس 1960) وكذلك في المجلس الثاني عشر (10 مارس 1960 – 15 مارس 1962).

## الأوسمة الفخرية
أثناء سنوات عمله المختلفة، حصل على عدة أوسمة أهمها:
•	وسام الاستحقاق الذي أنعم عليه فخامة رئيس الجمهورية الإسبانية فرانسيسكو فرانكو في عام 1952.
•	وسام الفارس من الحكومة البريطانية.
•	بالإضافة إلى أوسمة أخرى متفرقة.

## حياته العائلية
تزوج من السيدة يسرى قاسم مصطفى الترهي وله منها خمس بنات وولدين:
1- إقبال الوعري - ولدت في نوفمبر عام 1928 وتوفيت في 11 يناير 2021 في القدس الشريف.
2- سعاد الوعري - ولدت عام 1932 وتوفيت في 3 مارس 2015 في القدس الشريف.
3- ليلى الوعري - ولدت عام 1932 وتوفيت في يناير 1990 في القدس الشريف.
4- هيفاء الوعري - ولدت عام 1933 وتوفيت في 24 ديسمبر 2016 في القدس الشريف.
5- كوثر الوعري - ولدت عام 1934 وتوفيت في 24 أغسطس 2018 في القدس الشريف.
6- «محمد أمين» الوعري - ولد في 6 ابريل 1942.
7- مأمون الوعري - ولد في 21 فبراير 1944.

## وفاته
توفي الحاج عمر الوعري في شهر أبريل عام 1972 في مدينة القدس عن عمر يناهر 69 عامًا.

## ألبوم الصور

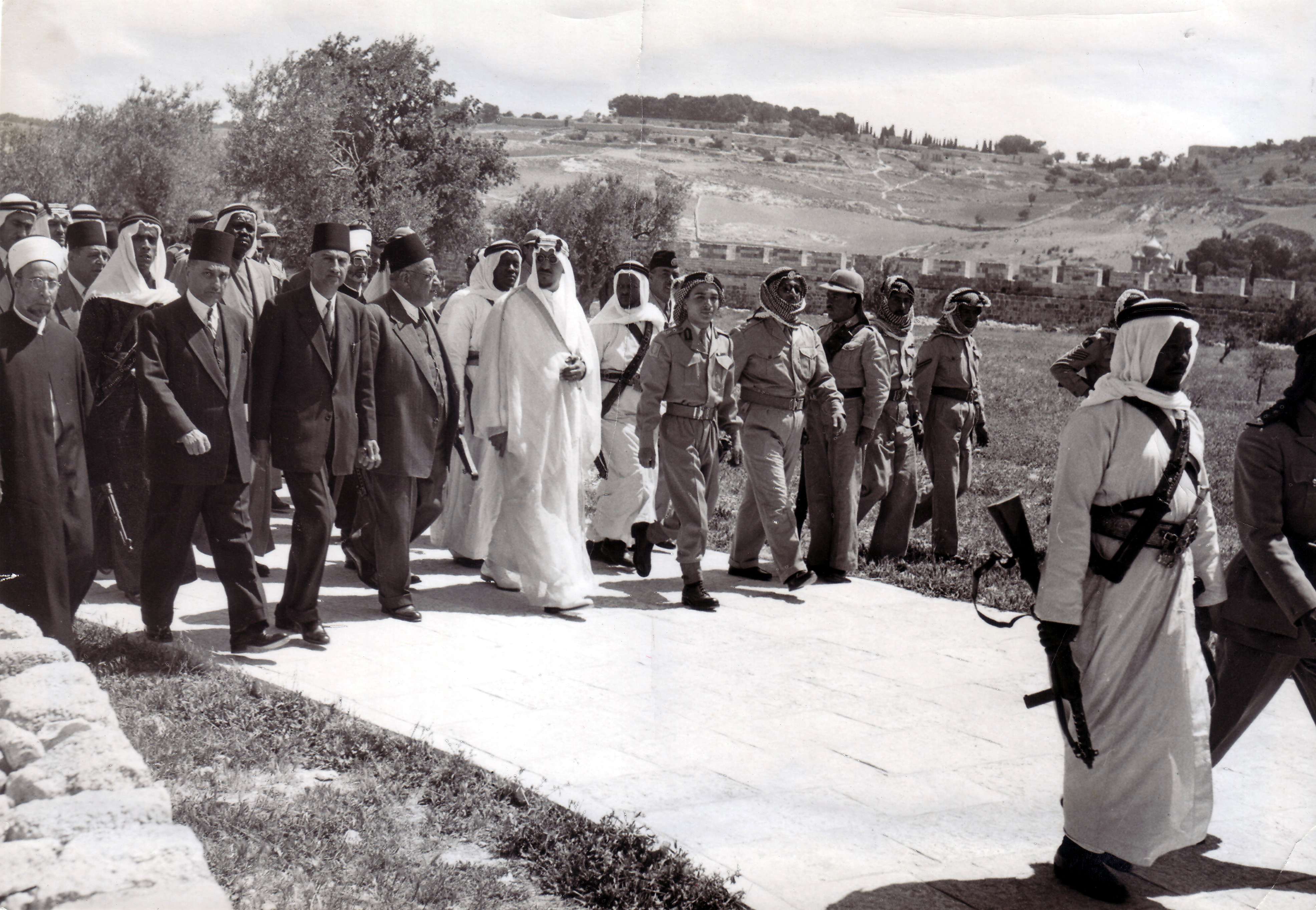
الزيارة الملكية للملك سعود بن عبد العزيز ملك المملكة العربية السعودية و الملك حسين ملك المملكة الأردنية الهاشمية للقدس عام 1953.
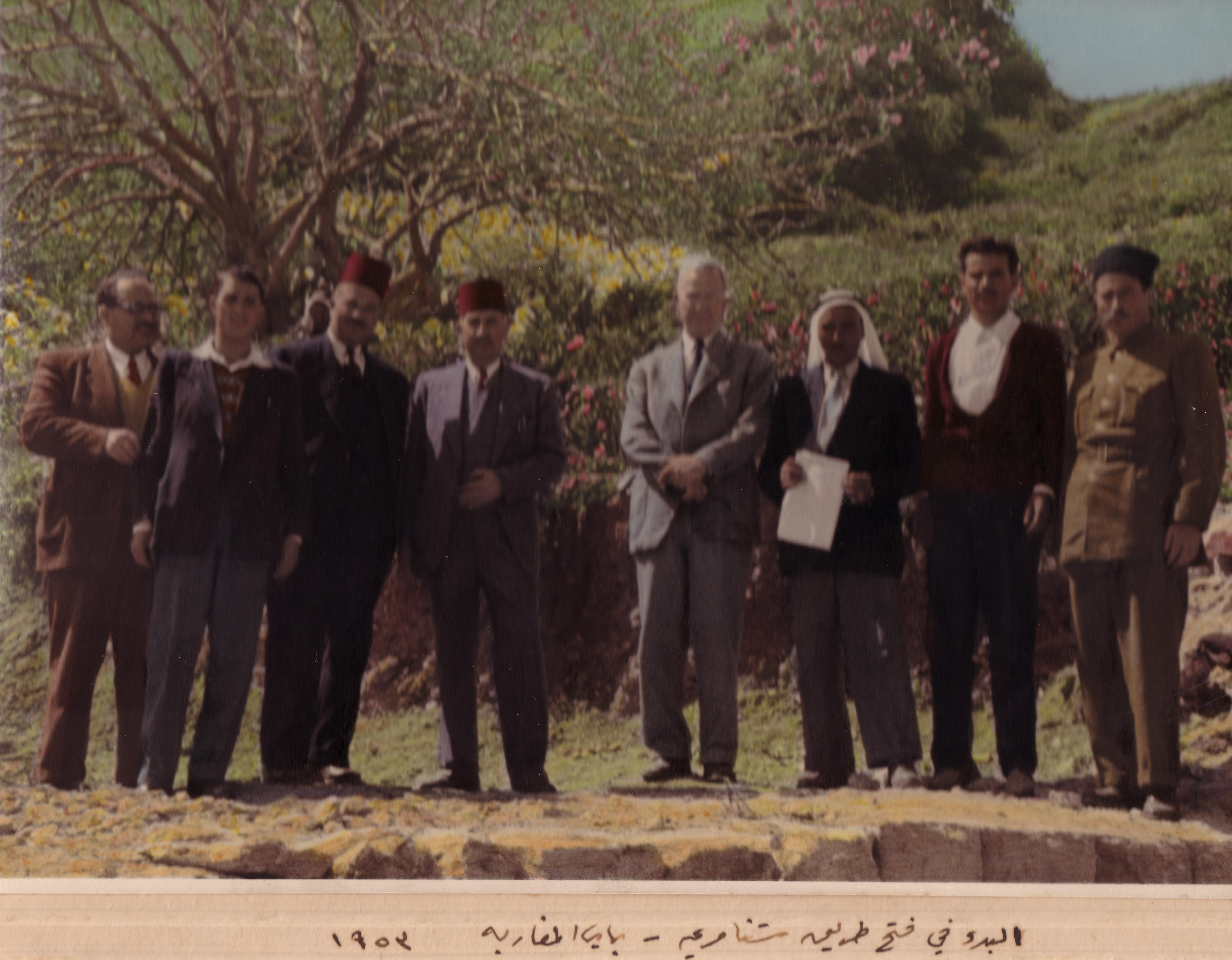
البدء في فتح طريق شفا مريم، باب المغاربة 1953.
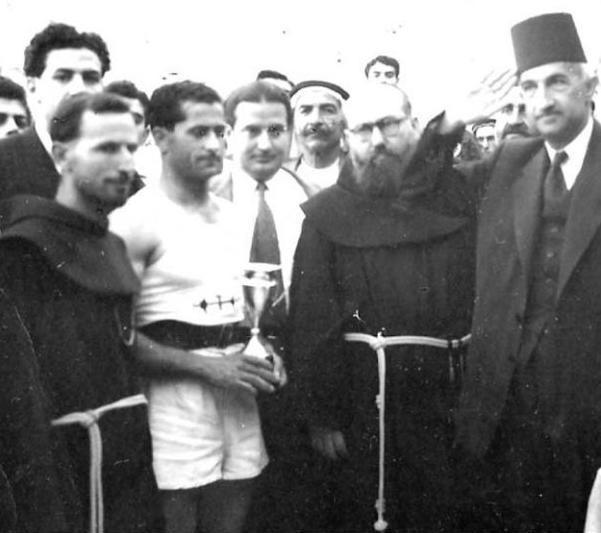
بطل رفع الإثقال الفلسطيني عيسى الطمس في لقطة يتسلم فيها الكأس من الرئيس العام لحراسة الأراضي المقدسة 1953
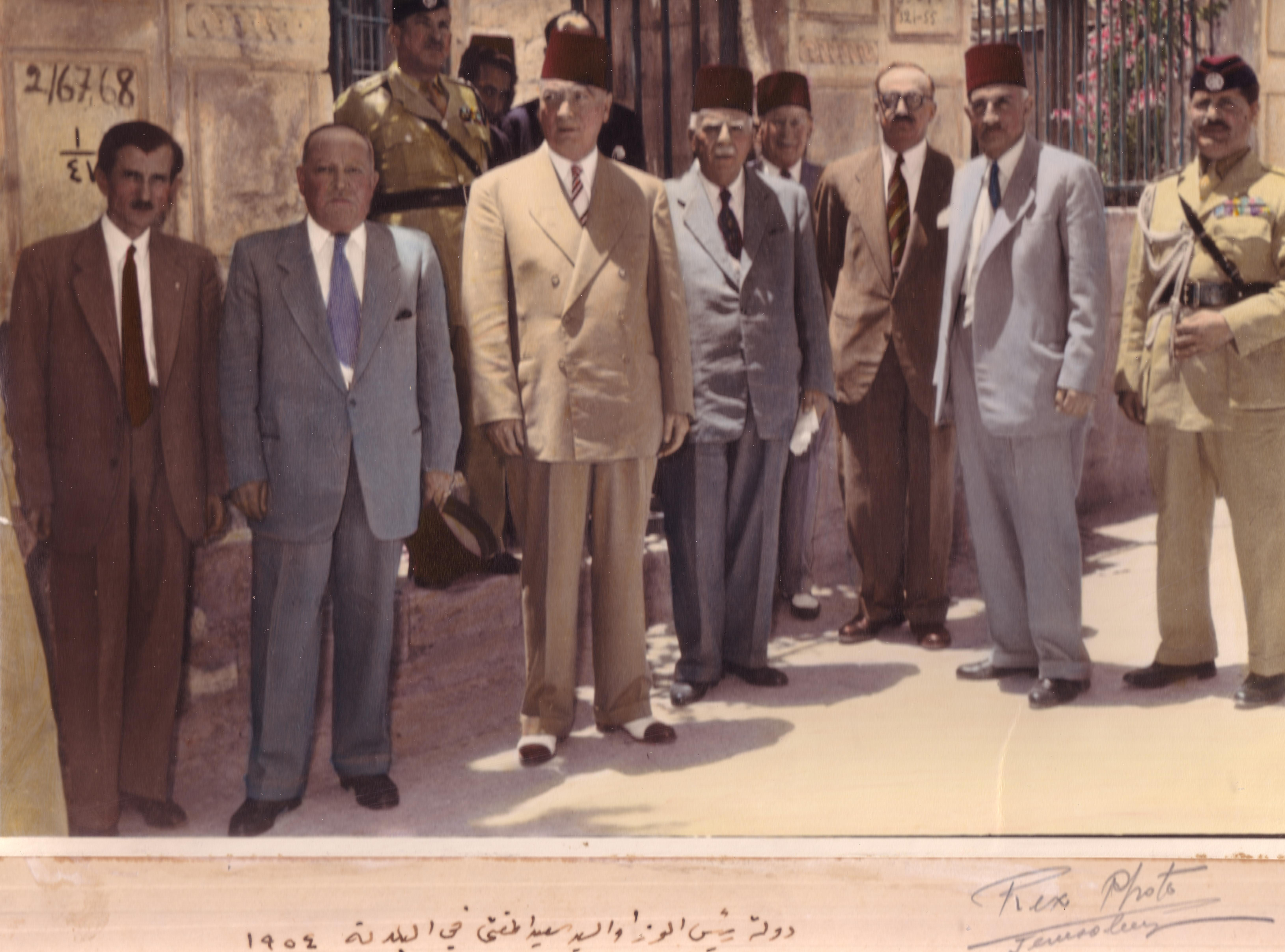
رئيس الوزراء الأردني "سعيد المفتي" في زيارة إلى بلدية القدس الشريف مع عمر الوعري، روحي الخطيب، فايز العلمي حقي النشاشيبي، انطون صافية 1953.
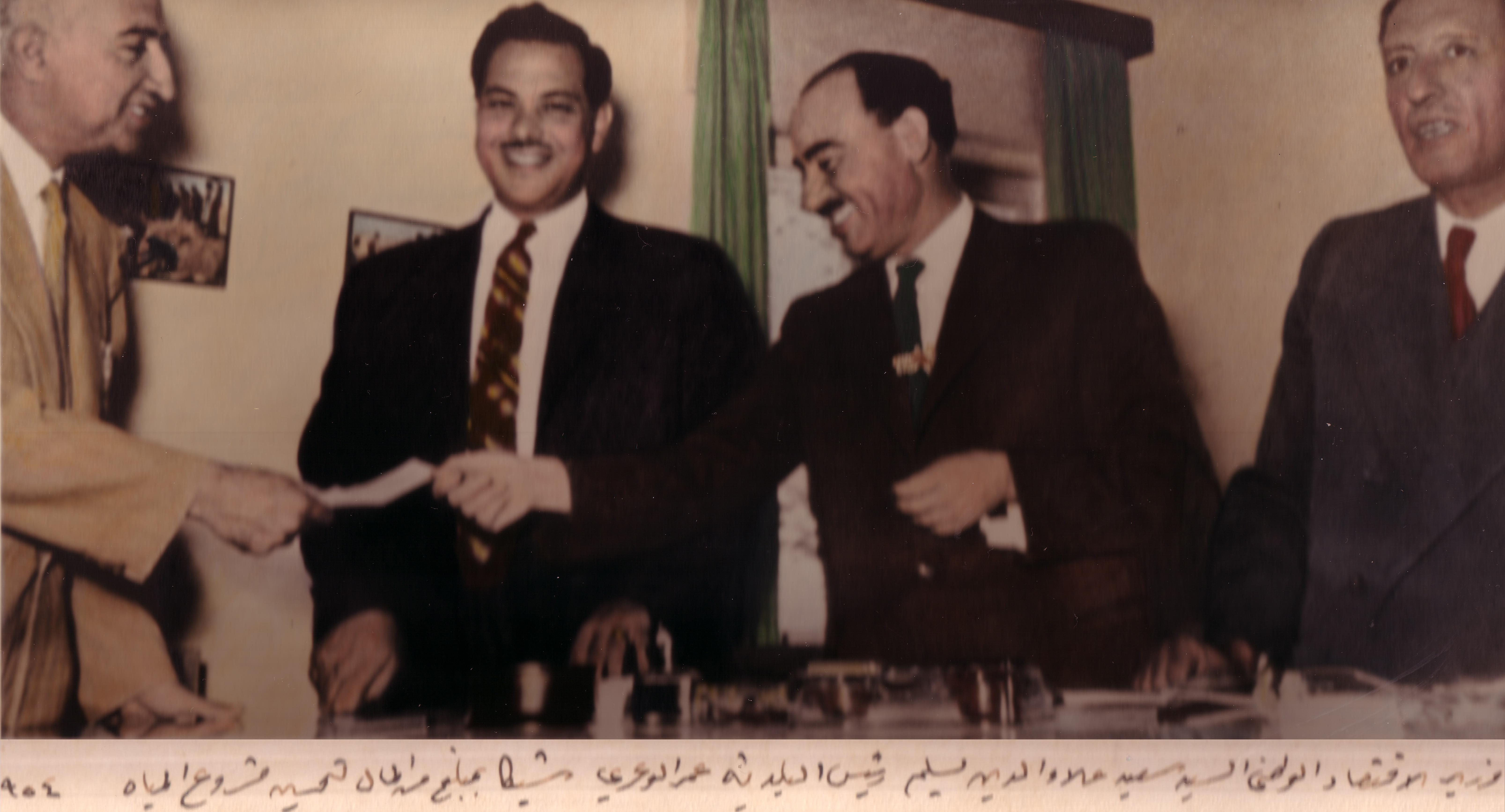
وزير الاقتصاد الوطني السيد سعيد علاء الدين يسلم شيكا لتحسين مشروع المياه في القدس مع عمر الوعري والسيد عدنان الحسيني 1953.
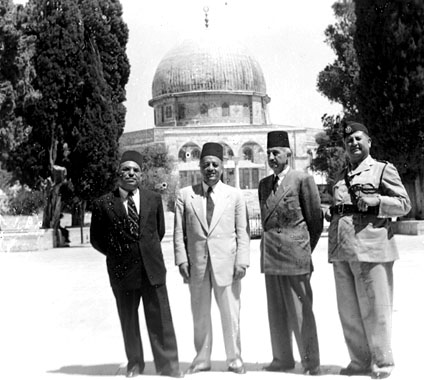
أحمد الشقيري مؤسس منظمة التحرير الفلسطينية مع عمر الوعري وسعادة الجلاد قائد منطقة القدس، أمام مسجد قبة الصخرة 1954.
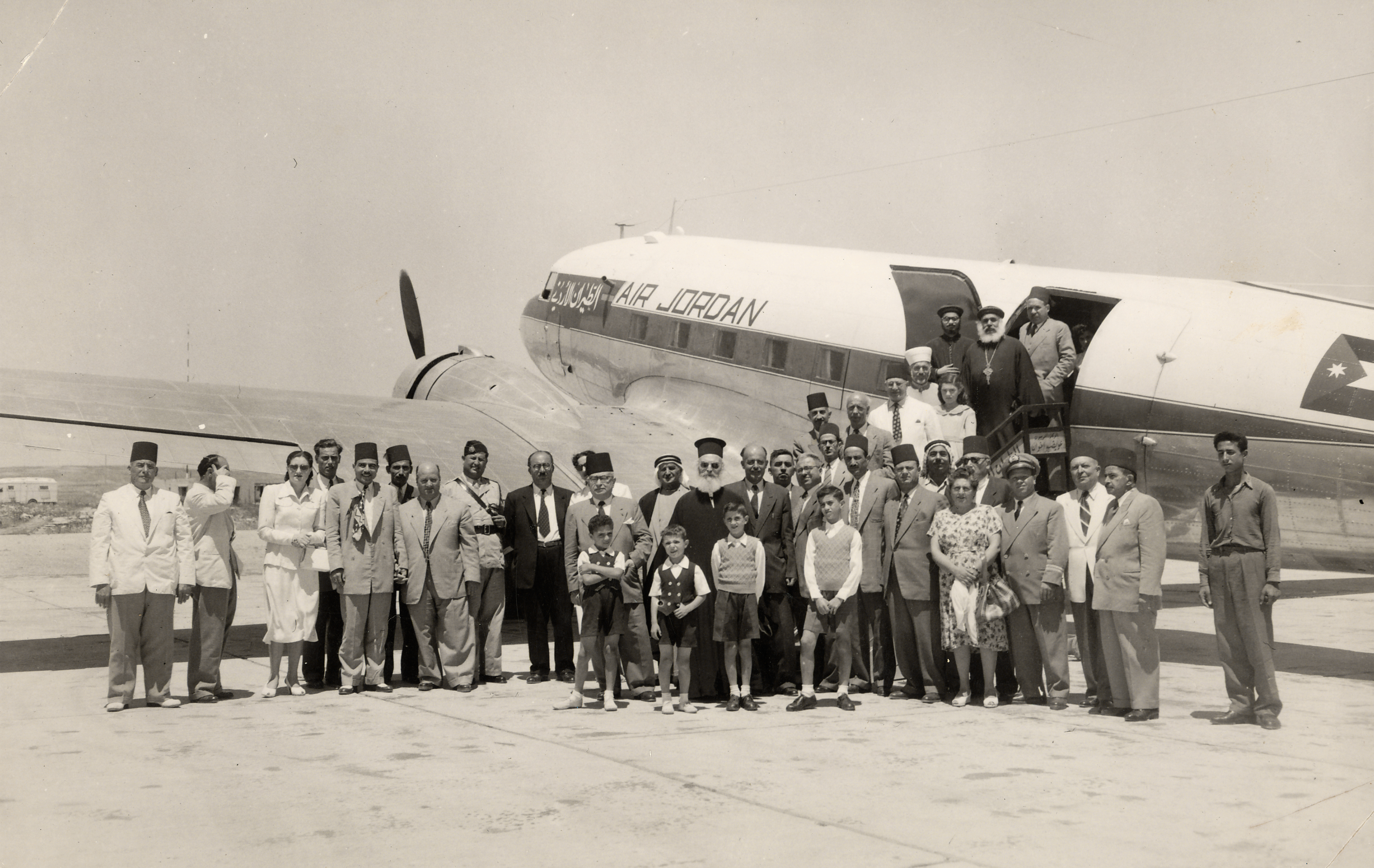
عمر الوعري وسعادة الجلاد في مطار قلنديا في القدس عند استقبال أول طائرة للطيران الأردني المدني في ذلك الوقت عام 1954.
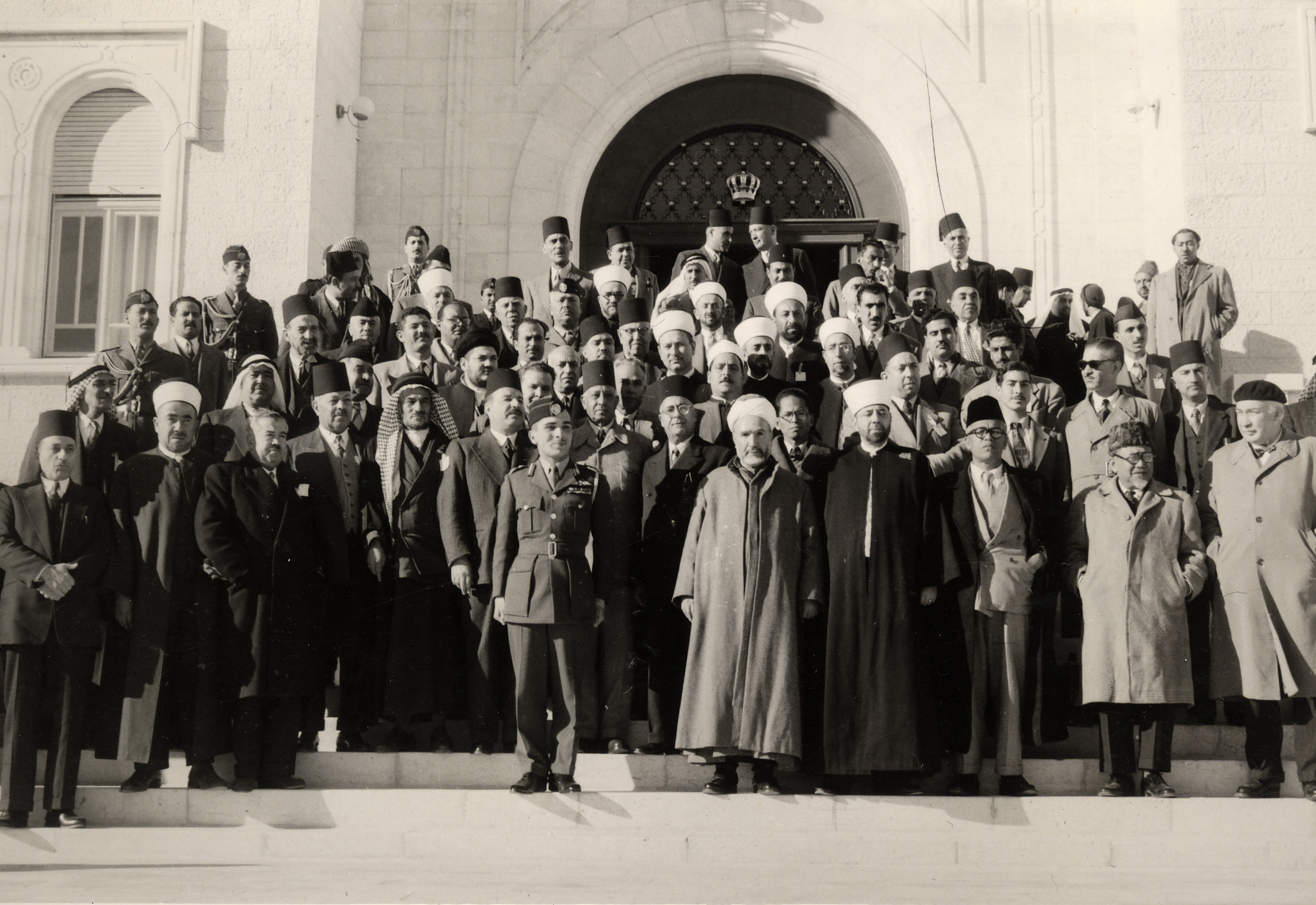
الملك حسين ملك الأردن مع دولة عبد السلام المجالي رئيس الوزراء الأردني، الشيخ محمد الشنقيطي وزير الأوقاف الأردنية وعمر الوعري 1954.
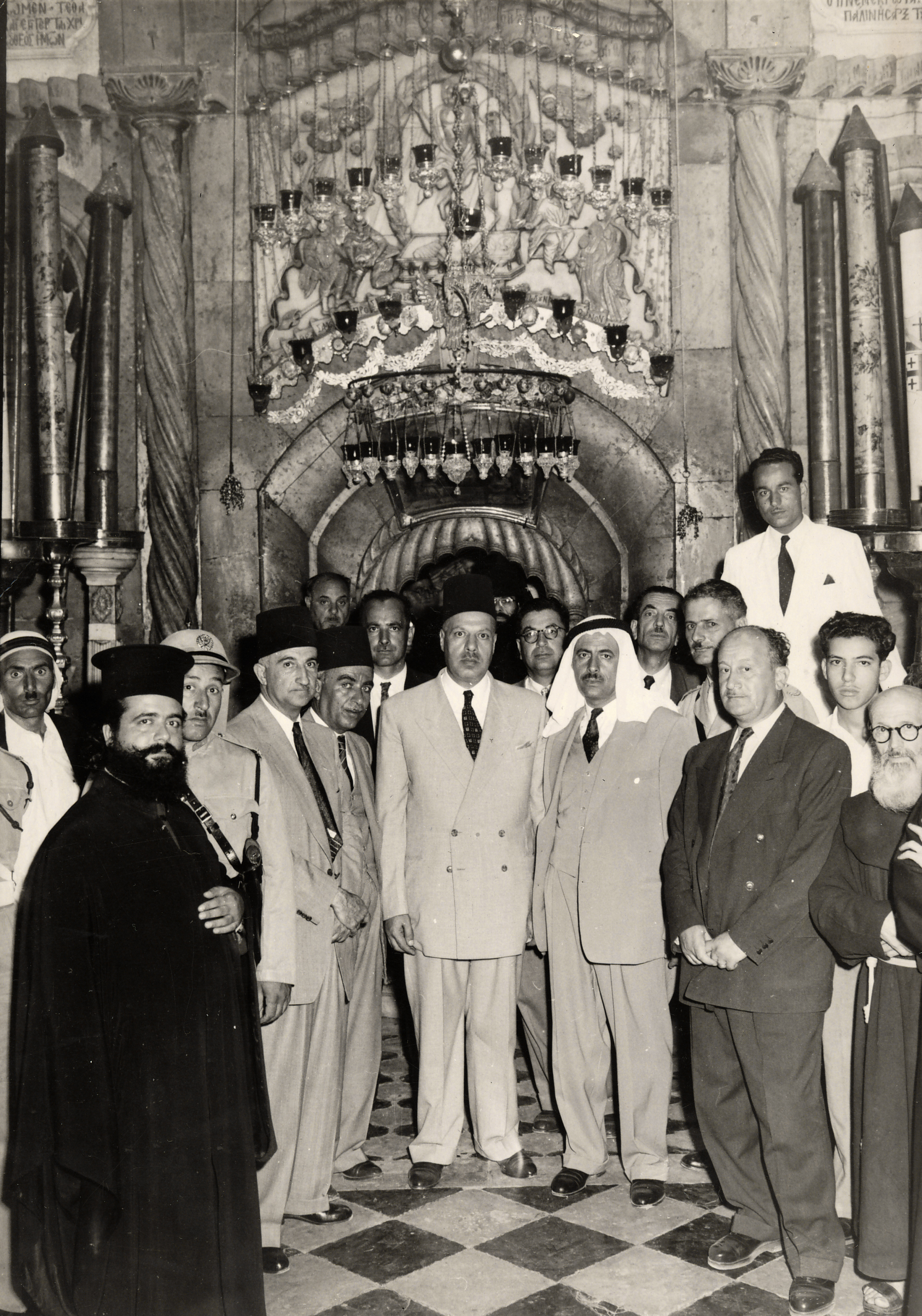
عمر الوعري في أحد الإحتفالات المسيحية في كنيسة القيامة 1954.
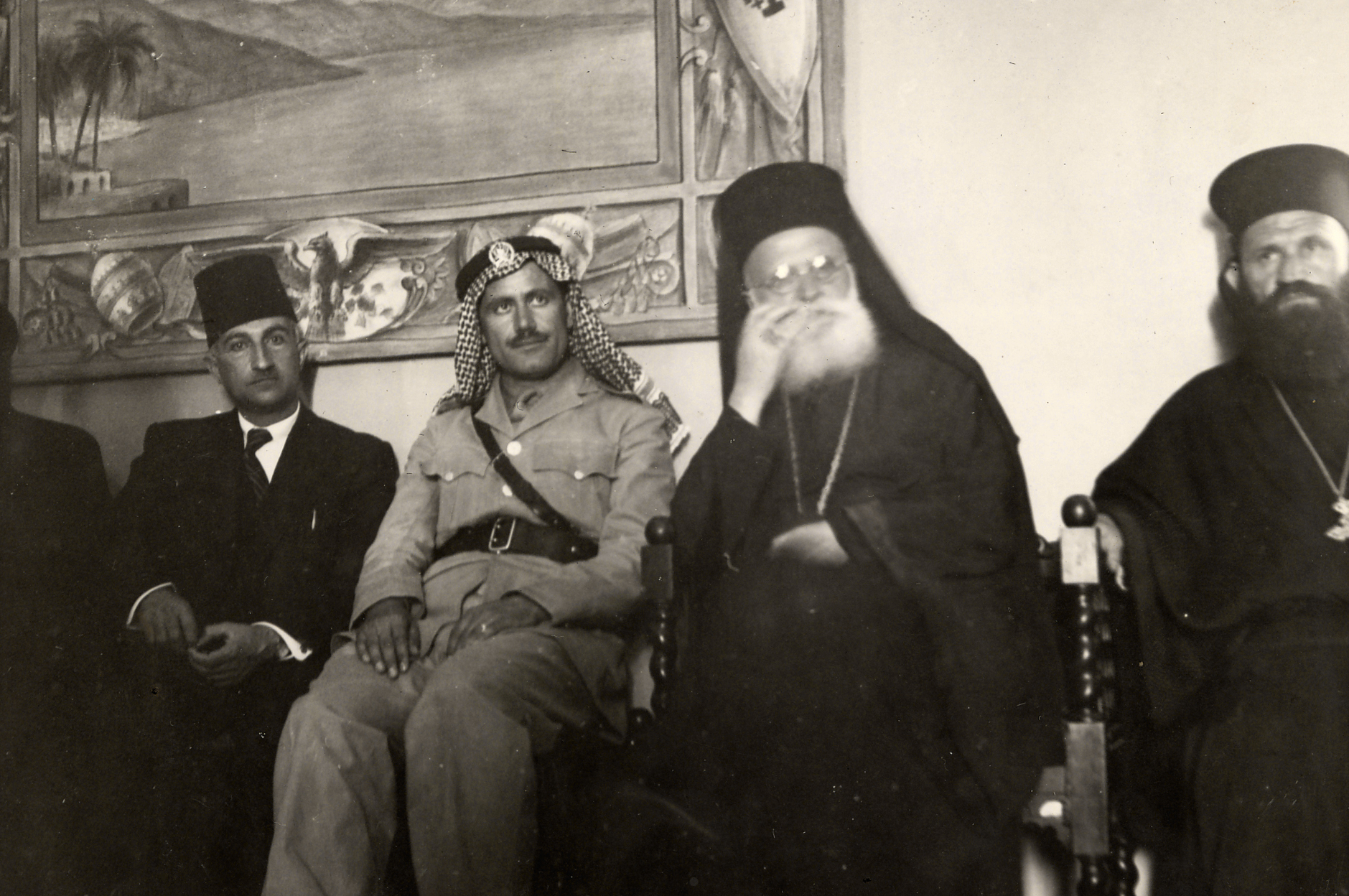
عمر الوعري في أحد الإحتفالات المسيحية 1954.
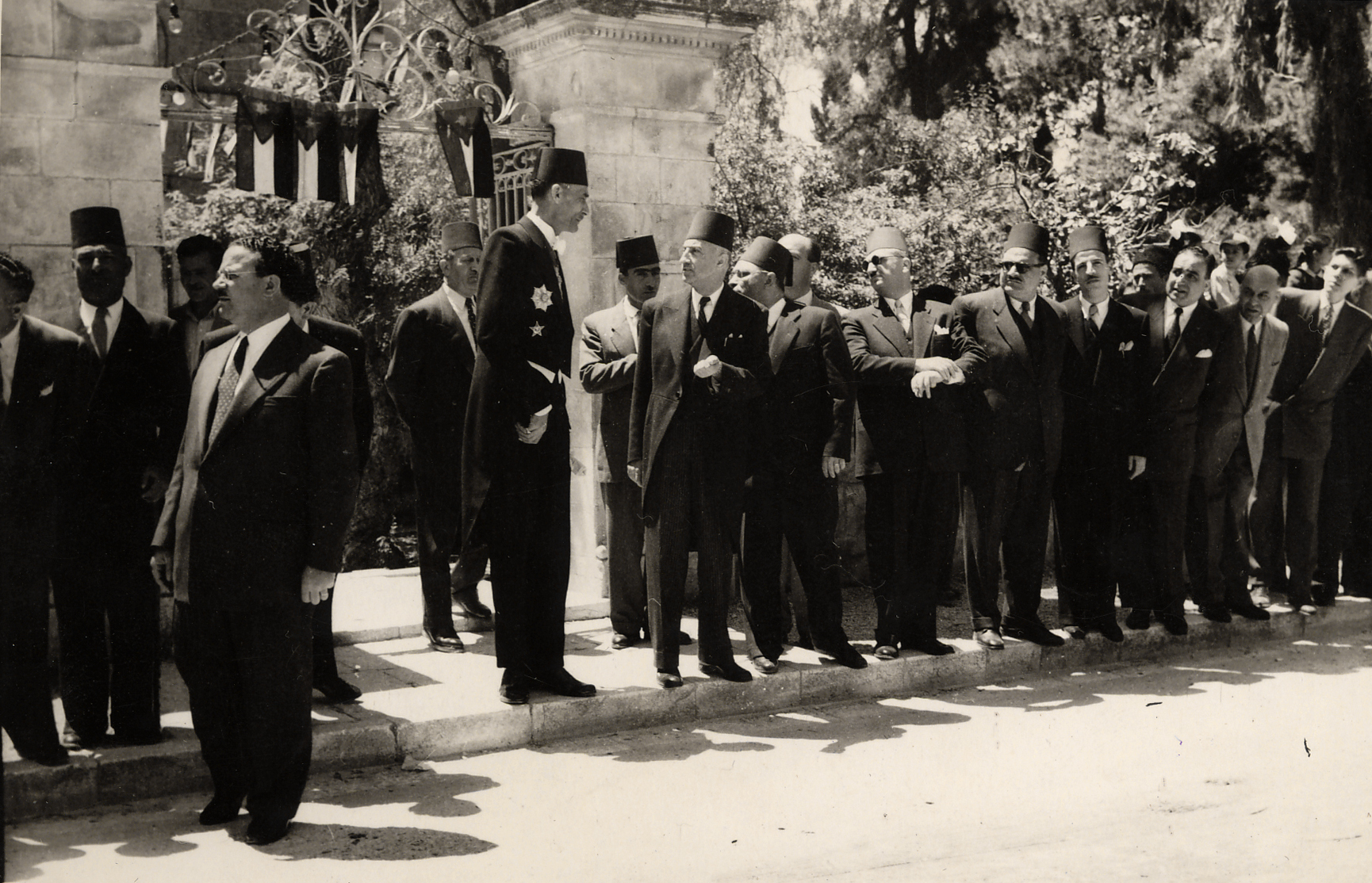
في إنتظار تشرف الملك حسين لزيارة محافظة القدس، عمر الوعري مع السيد حسن الكاتب - محافظ القدس 1954.
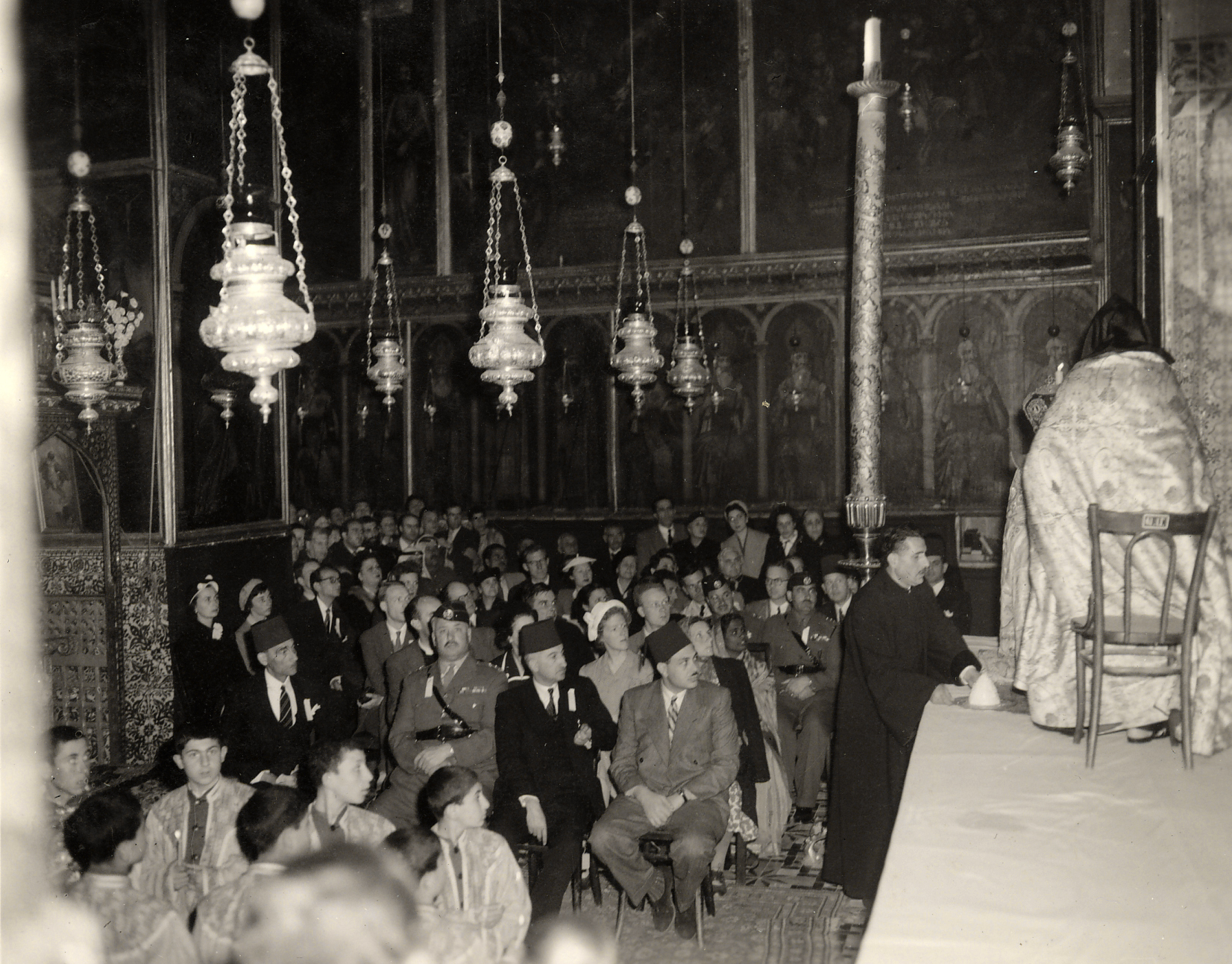
عمر الوعري في احتفال أحد الشعانين 1954.
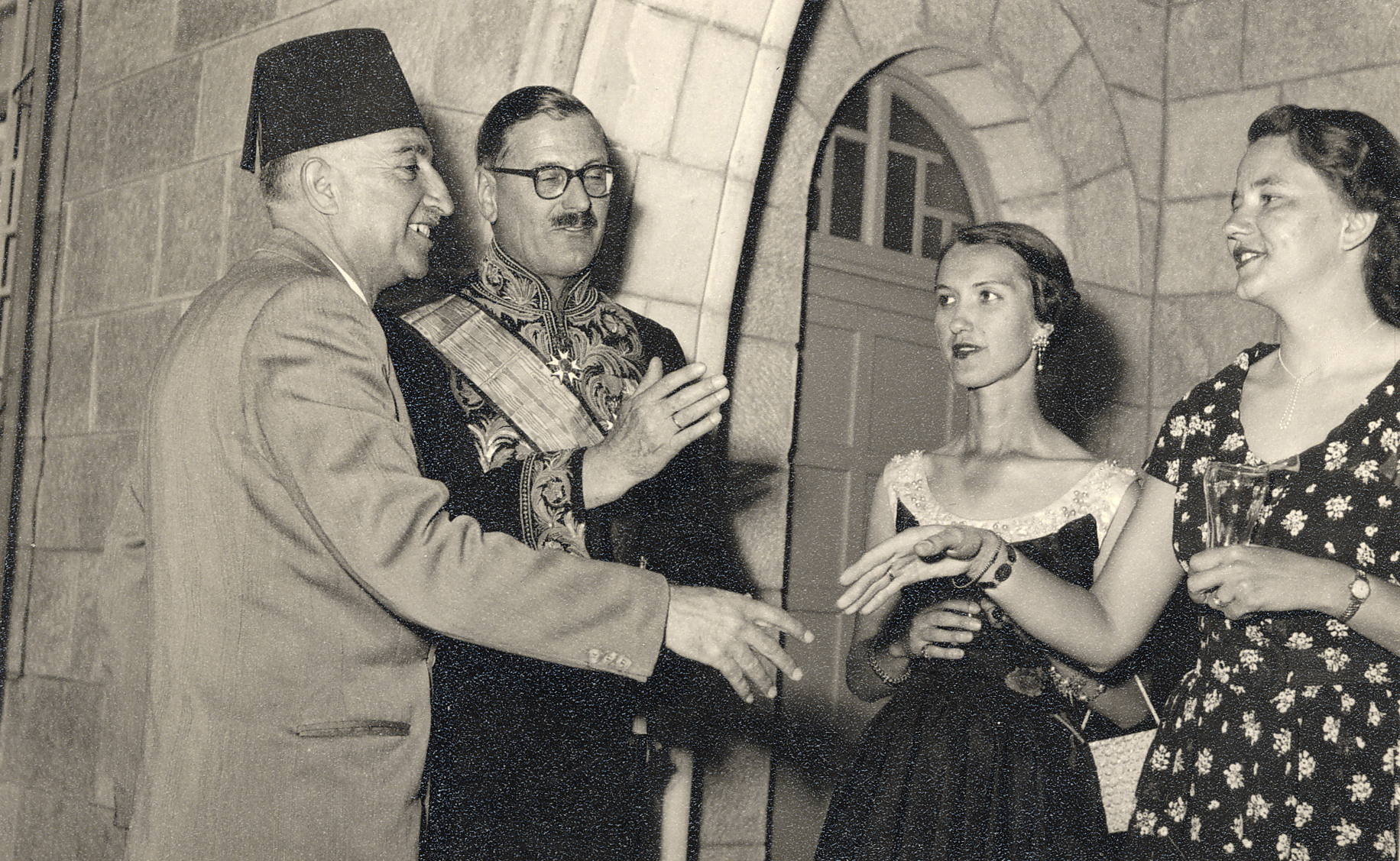
عمر الوعري في بيت الشرق في القدس بمناسبة ذكرى استقلال فرنسا 1954.
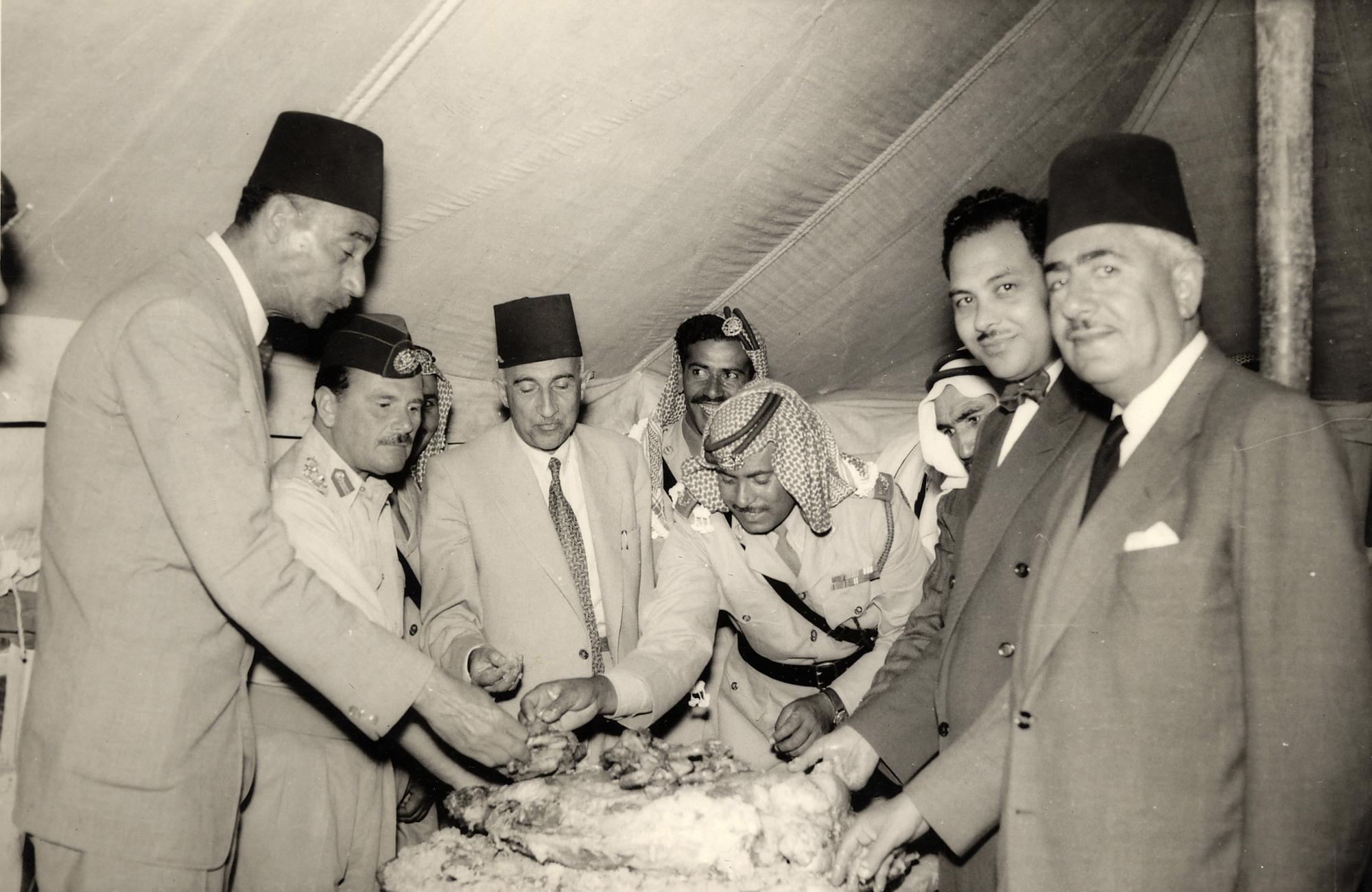
عمر الوعر ي في مأدبة طعام مع أفراد من الجيش العربي الأردني مع السيد حسن الكاتب محافظ القدس والسيد عدنان الحسيني 1954.
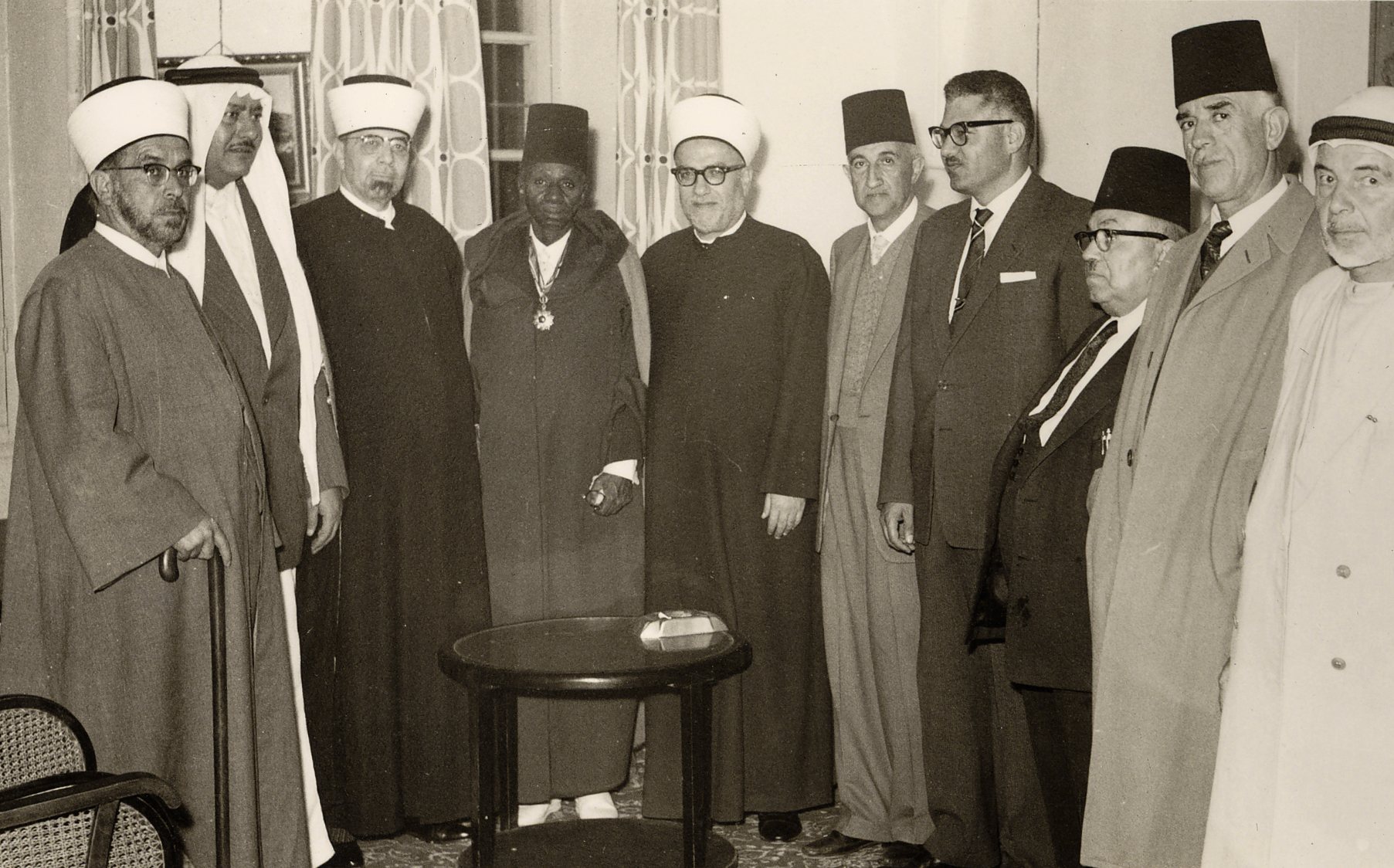
عمر الوعري في المؤتمر الإسلامي في فندق الإمباسادور مع الشيخ عبد الله غوشة (وزير الأوقاف الأردنية)، الشيخ سعيد صبري (أبو عكرمة)، السيد كامل الشريف، السيد جميل وهبه (مدير دار الأيتام الإسلامية)، السيد إبراهيم الترهي، السيد عيد عابدين 1954.
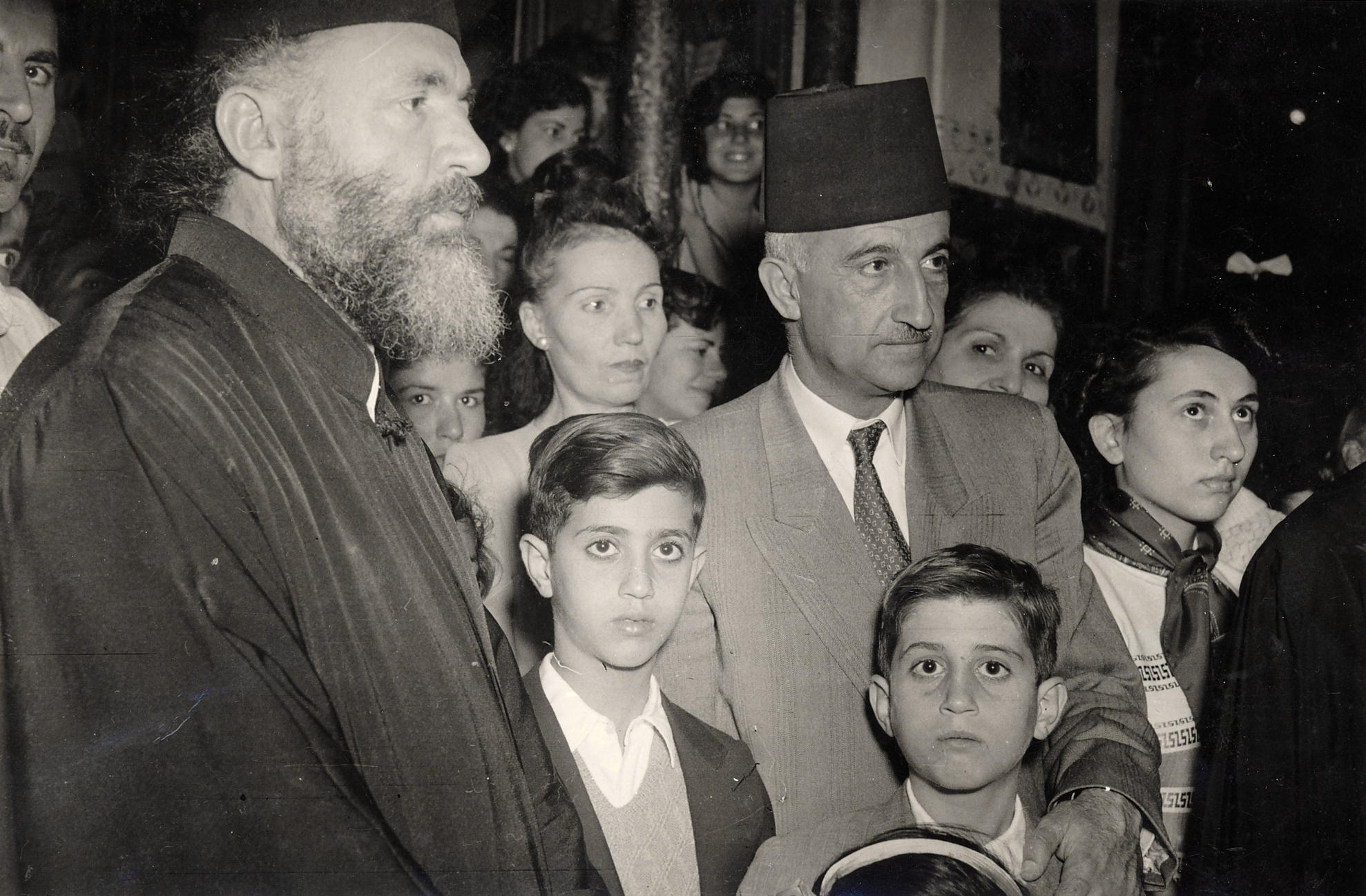
عمر الوعري في أحد الإحتفالات المسيحية في كنيسة القيامة 1955.
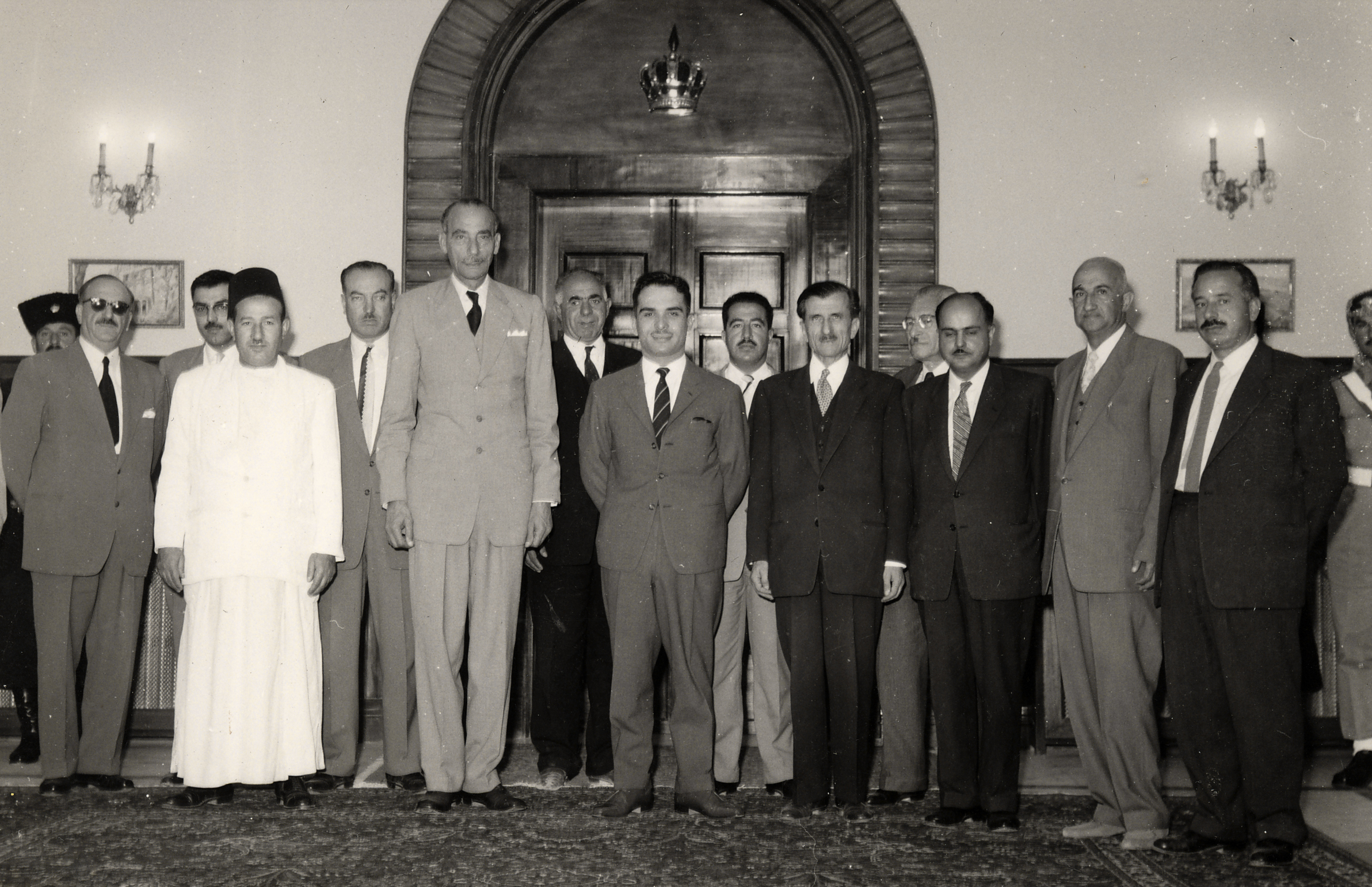
عمر الوعري مع أعضاء المجلس البلدي في زيارة مع الملك حسين مع السيد انطون صافية، السيد عبد الغني النتشة، السيد إلياس فريج (رئيس بلدية بيت لحم)، السيد حسن الكاتب (محافظ القدس)، السيد روحي الخطيب 1955.
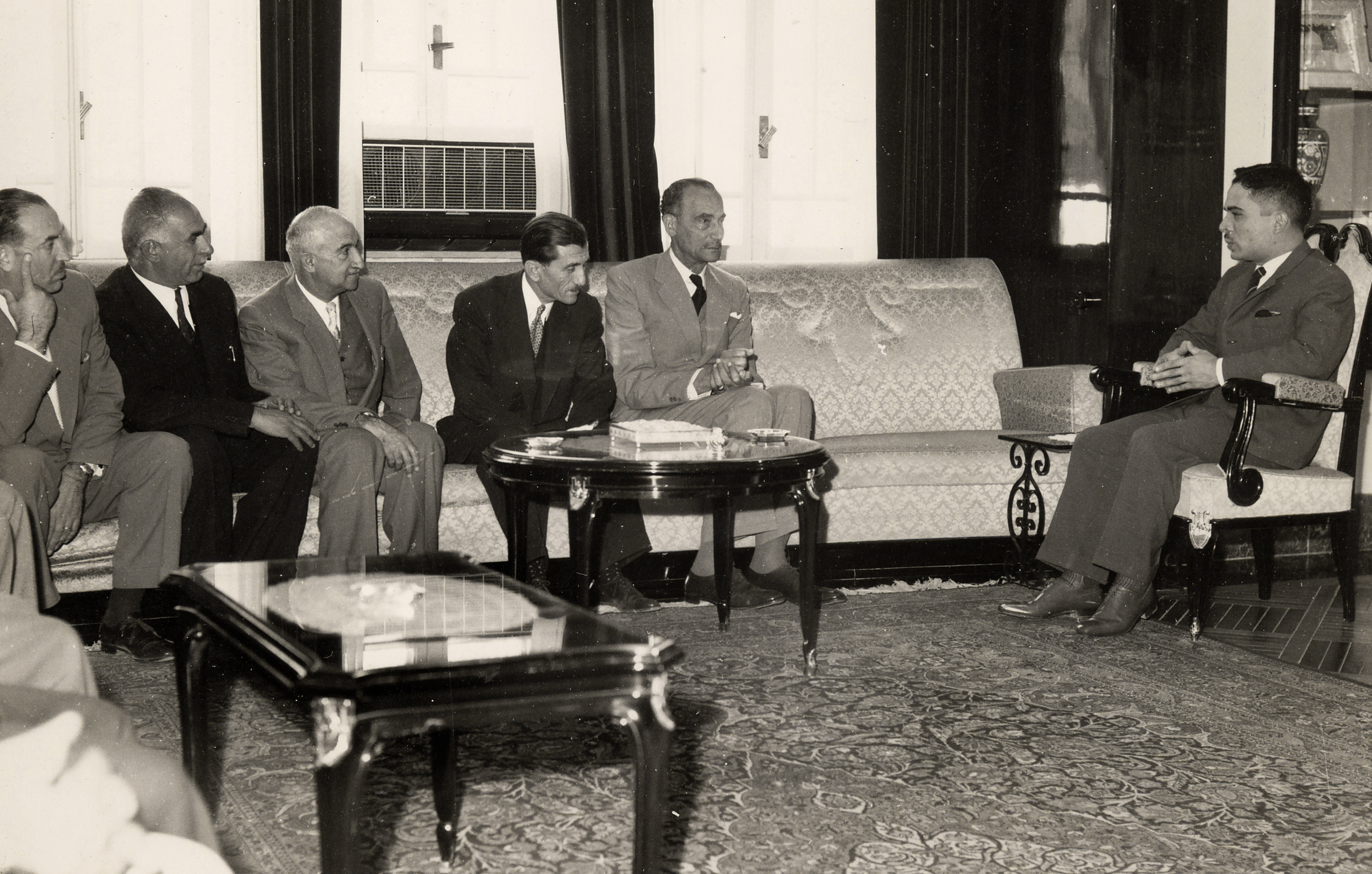
عمر الوعري مع أعضاء المجلس البلدي في زيارة مع الملك حسين مع السيد حسن الكاتب (محافظ القدس)، السيد روحي الخطيب 1955.
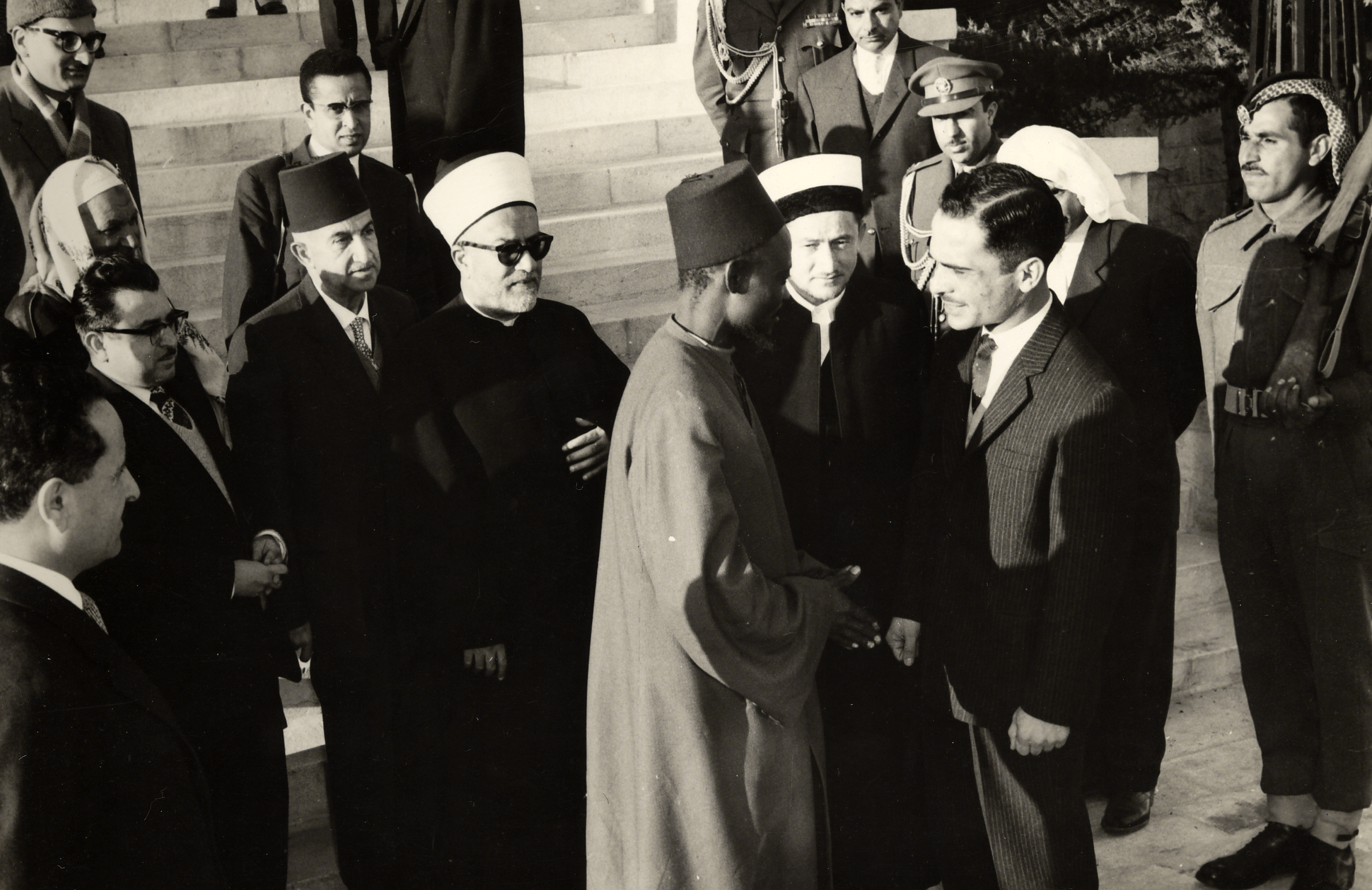
عمر الوعري في المؤتمر الإسلامي بحضور الملك حسين، الشيخ سعيد صبري (أبو عكرمة) 1955.